# Xã Rockdale, Quận Hand, Nam Dakota
Xã Rockdale (tiếng Anh: Rockdale Township) là một xã thuộc quận Hand, tiểu bang Nam Dakota, Hoa Kỳ. Năm 2010, dân số của xã này là 148 người.